# Прошково (Тверская область)
Прошково — деревня в Торопецком районе Тверской области.

## География
Находится в западной части Тверской области на расстоянии приблизительно 42 км на север-северо-запад по прямой от районного центра города Торопец.

## История
В 1877 году здесь (деревня Холмского уезда Псковской губернии) было учтено 8 дворов.

## Население
Численность населения: 44 человека (1877 год), 13 (русские 92 %) в 2002 году, 1 в 2010, 4 в 2021 году.